# Serbische Trochäen
Als Serbische Trochäen wird ein zäsur- und reimloser trochäischer Fünfheber bezeichnet, wobei einzelne Trochäen auch durch Spondeen ersetzt werden können. Die Bezeichnung geht auf den katalektischen Zehnsilbler der serbischen Volksdichtung, insbesondere der serbischen Heldenlieder, zurück und wurde durch deren Nachbildung mit trochäischen Fünfhebern durch Johann Gottfried Herder in die deutsche Dichtung eingeführt. In der Folge finden sich Beispiele vor allem in (historischen) Balladen bei Gottfried August Bürger, Johann Wolfgang Goethe (Klaggesang von der edlen Frauen des Asan Aga, Die Braut von Korinth), Friedrich Rückert, August von Platen (Abbasiden), Emanuel Geibel, Conrad Ferdinand Meyer, Gottfried Keller, Detlev von Liliencron, Agnes Miegel (Herzog Samo), Josef Weinheber (Der Trochäus) und Max Mell (Die Schönwetterhexe).
Als Beispiel aus Platens Versepos Die Abbasiden die ersten Verse:
Tausend Zelten waren aufgeschlagen

Durch’s Gefilde vor den Thoren Bagdads,

Um das Fest des neuen Jahrs zu feiern:

Auf dem Throne saß der große Harun

Als Kalif mit allen Würdezeichen,

Rings im Cirkel seine Kronbeamten […]